# CINDERELLA PARTY!
『CINDERELLA PARTY!』（シンデレラパーティー）は、2014年10月8日から毎週水曜日22時にニコニコチャンネルと連携した形でニコニコ生放送で配信されている、『アイドルマスター シンデレラガールズ』に関連したインターネットラジオ番組（収録放送）。パーソナリティは本田未央役の原紗友里と多田李衣菜役の青木瑠璃子。略称は「デレパ」。
2014年10月1日には第0回がニコニコ動画に録音済みの動画投稿形式で公開された。
通常放送のほか、時間を拡大した映像付き生放送として配信される場合もある。
公式チャンネルにおいて、ニコニコチャンネル会員向けのおまけ放送と過去配信のアーカイブ、ブロマガなどが配信されている。

## 概要
パーソナリティを「主宰」、コーナーを「プログラム」と呼ぶなど、パーティにかけた言い回しが多い。また、プログラムを間違えてコーナーと呼ぶとペナルティが加算され、一定数に達すると罰ゲームが行われる。
『スターライトステージ』ではラジオとのコラボイベントとして「LIVE Groove Dance burst 〜ゴキゲンParty Night〜」が開催され、コラボを記念して新テーマソングである「デレパレード(仮)」（現在の「でれぱれ〜ど」）の楽曲試聴が公開された。

## プログラム
祝辞
いわゆるふつおた。
ズッ友の条件
「ズッ友」の条件を募集して、番組独自のズッ友レベル表を作成するプログラム。
アイドルを探せ！
リスナーが見つけたアイドルのような可愛い行動をしている人を募集・紹介するプログラム。送られてきたメールはパーソナリティがSからFのランクで可愛さを判定する。滅多に行われないプログラムだったが、2015年5月6日の放送で正式に打ち切りが発表された。
○○だから、大丈夫だよ！
リスナーからの落ち込んだエピソードに対し、パーソナリティの2人が「○○だから、大丈夫だよ！」と励ますプログラム。不定期開催。
朝まで生デレパ
よりよいシンデレラガールズを作るため、毎回一つのテーマについて討論するプログラム。不定期開催。
歌姫楽園 side C
『THE IDOLM@STER RADIO』系列のラジオ番組に受け継がれている、出演者が演じているキャラクター達がリスナーからのリクエスト曲を歌うプログラム（後述参照）。不定期開催。
サウンドブース出張版
『シンデレラガールズ』の楽曲を紹介するプログラム。
今週のCINDERELLA NEWS
番組冒頭、ゲストの呼び込み前にシンデレラガールズ関連のニュースとゲストに関連するニュースを発表するプログラム。
今年あった忘れたい思い出
年に一度、クリスマスの時期に行われるプログラム。「今年あった忘れたい思い出」をリスナーより募集し、採用者には賞品がプレゼントされる。

## 箱番組
声優ではなく、担当アイドルが放送しているラジオ番組という設定で番組の前後に挿入されるコーナー。ゲストが出演している回の場合は、演じているキャラクターも一緒にコーナーに登場する。第203回（2018年9月5日）にて最終回を迎えることが告知され、第204回（2018年9月12日）にて番組名と内容の一部がリニューアルされた。
李衣菜のtwilight channel → 李衣菜のSparkling Music!
李衣菜が『シンデレラガールズ』の楽曲を紹介する番組。リスナーから、テーマに沿った楽曲の紹介文を募集し、それを読み上げ、曲を流している。当初はテーマを決めてランキング形式で曲を紹介していたものの、後に、発売の近い曲やゲストのアイドルが歌唱する曲などを、主に紹介するようになった。リニューアル後も同様の形式で曲を紹介している。
未央のミツボシアイドルプロフィール！ → 未央のステップロフィール
未央が『シンデレラガールズ』に登場するアイドルを紹介する番組。紹介するアイドルは週代わりで、アイドルの紹介文、イラストはリスナーから募集している。未央による各アイドルのあだ名も読み上げられる。全アイドルで紹介が一巡した後にリニューアルし、紹介される際に表示するゲーム内カードのリクエストも、同時に募集するようになった。

## 歌姫楽園 side C
表の「オリジナル歌手名」に「アイドルマスター」とあるものは、アイドルマスターオリジナル楽曲であることを示す。後述のアルバムに収録されている場合、表の「収録アルバム」に、該当のアルバムの表題曲を示した。第283回以降は、主宰の歌唱はなし。
| 配信回  | 曲名                     | オリジナル歌手名             | ゲスト         | 収録アルバム                    |
| ------- | ------------------------ | ---------------------------- | -------------- | ------------------------------- |
| 第1回   | THE IDOLM@STER           | アイドルマスター             |                | でれぱDEないと                  |
| 第3回   | どうにもとまらない       | 山本リンダ                   | 三宅麻理恵     | でれぱDEないと                  |
| 第6回   | 風になる                 | つじあやの                   | 大空直美       |                                 |
| 第10回  | CANDY CANDY              | きゃりーぱみゅぱみゅ         | 大坪由佳       |                                 |
| 第11回  | トモダチ                 | ケツメイシ                   |                |                                 |
| 第12回  | きよしこの夜             | クリスマスソング             | でれぱDEないと |                                 |
| 第13回  | きのこの唄               | きのこオールスターズ         | でれぱDEないと | 松田颯水                        |
| 第16回  | 栄冠は君に輝く           | コロムビア男性合唱団         | でれぱDEないと | 杜野まこ                        |
| 第20回  | ハグしちゃお             | 夏川りみ                     | 松嵜麗         | でれぱれ〜ど                    |
| 第21回  | 休日の歌 (Viva La Vida)  | DELiGHTED MINT               | 五十嵐裕美     | でれぱれ〜ど                    |
| 第22回  | マル・マル・モリ・モリ!  | 薫と友樹、たまにムック。     | 黒沢ともよ     | でれぱれ〜ど                    |
| 第25回  | Dear My Friend           | Every Little Thing           |                | でれぱれ〜ど                    |
| 第26回  | ザ☆ピ〜ス!               | モーニング娘。               | 大橋彩香       |                                 |
| 第31回  | 僕らが生きる MY ASIA     | モーニング娘。誕生10年記念隊 | 立花理香       |                                 |
| 第36回  | 神田川                   | 南こうせつとかぐや姫         |                |                                 |
| 第43回  | 波乗りかき氷             | Not yet                      |                |                                 |
| 第48回  | 夢見る少女じゃいられない | 相川七瀬                     | 福原綾香       |                                 |
| 第59回  | バンビーナ               | 布袋寅泰                     |                |                                 |
| 第74回  | いっぱいいっぱい         | 秋月律子（アイドルマスター） | 長島光那       |                                 |
| 第90回  | あー夏休み               | TUBE                         |                |                                 |
| 第91回  | ひだまりの詩             | Le Couple                    | 金子有希       |                                 |
| 第92回  | タッチ                   | 岩崎良美                     | 洲崎綾         | でれぱ音頭                      |
| 第95回  | 情熱の薔薇               | THE BLUE HEARTS              | 原優子         |                                 |
| 第101回 | DAN DAN 心魅かれてく     | FIELD OF VIEW                | 牧野由依       |                                 |
| 第118回 | 群青日和                 | 東京事変                     | 福原綾香       |                                 |
| 第119回 | 晴れてハレルヤ           | 奥井亜紀                     | 山本希望       |                                 |
| 第123回 | ロックン・オムレツ       | 森高千里                     | 種﨑敦美       | でれぱ音頭                      |
| 第129回 | ぼくはくま               | 宇多田ヒカル                 | 津田美波       |                                 |
| 第155回 | Chai Maxx                | ももいろクローバー           | 下地紫野       |                                 |
| 第164回 | Over Drive               | JUDY AND MARY                | 飯田友子       | でれぱ音頭                      |
| 第165回 | おめでとうクリスマス     | クリスマスソング             |                |                                 |
| 第172回 | YELLOW YELLOW HAPPY      | ポケットビスケッツ           |                |                                 |
| 第179回 | 17才                     | 南沙織                       | 三宅麻理恵     | でれぱ音頭                      |
| 第186回 | ゲゲゲの鬼太郎           | 熊倉一雄                     | 桜咲千依       |                                 |
| 第188回 | きらきらキラー           | きゃりーぱみゅぱみゅ         | 松嵜麗         |                                 |
| 第192回 | ペッパー警部             | ピンク・レディー             | 和氣あず未     | デレぱにぱにック&デレパノココロ |
| 第195回 | 狙いうち                 | 山本リンダ                   | 杜野まこ       | デレぱにぱにック&デレパノココロ |
| 第196回 | LOVE 2000                | hitomi                       | 山下七海       | デレぱにぱにック&デレパノココロ |
| 第198回 | サマータイム ブルース    | 渡辺美里                     | 鈴木みのり     |                                 |
| 第283回 | 天城越え                 | 石川さゆり                   | 花井美春       | デレぱにぱにック&デレパノココロ |
| 第350回 | すばらしい日々           | UNICORN                      | 千菅春香       |                                 |
| 第355回 | 夢の中へ                 | 井上陽水                     | 高田憂希       |                                 |
| 第362回 | ここでキスして。         | 椎名林檎                     | 飯田友子       |                                 |
| 第363回 | Get Wild                 | TM NETWORK                   | 田辺留依       |                                 |
| 第407回 | 白い雲のように           | 猿岩石                       | 金子有希       |                                 |
| 第410回 | 純恋歌                   | 湘南乃風                     | 金子真由美     |                                 |

## テーマソング
オープニングテーマ
- 「お願い！シンデレラ」（第1回 - 第16回）
- 「でれぱDEないと」（第16回 - 第61回）
- 「でれぱれ〜ど」（第62回 - 第118回）
- 「でれぱ音頭」（第119回 - 第229回）
- 「デレぱにぱにック」（第230回 - 第341回）
- 「デレパノココロ」（第342回 - 第453回）
- 「デレパの神曲（しんきょく）」（第454回 - 第517回）
- 「でれぱ 拾年の宴」（第518回 - ）

エンディングテーマ
- 「We're the friends!」（第1回 - 第105回）
- 「Treasure☆」（第106回 - 第233回、第246回 - 第341回）
- 「実用音楽その1 閉店の音楽　別れのワルツ（蛍の光）」（第234回 - 第237回）
- 「実用音楽その2 安眠とやすらぎの音楽 シューベルトの子守歌」（第238回 - 第242回）
- 「実用音楽その3 祝賀の日本伝統音楽 高砂」（第243回 - 第245回）
- 「デレパノココロ -DJ Remix version-」（第342回 - 第453回）
- 「デレパの神曲（しんきょく）」（第454回 - 第475回、第477回 - 第517回）
- 「ゆめのせかい」（第476回）
- 「でれぱ 拾年の宴」（第518回 - ）

## イベント
CINDERELLA REAL PARTY! 01 〜あかるくせいそにかわいくきよく〜
2015年1月31日に科学技術館 サイエンスホールにて開催。全2回公演。ゲストは三宅麻理恵と大空直美。略称は「あせかき」。
第20.5回（2015年2月25日）にて昼の部のトークプログラムを放送。
CINDERELLA REAL PARTY! 02 〜イケてる彼女と楽しい公録〜
2015年6月13日に山野ホールにて開催。全2回公演。ゲストは昼の部が五十嵐裕美、立花理香、夜の部が松嵜麗、杜野まこ。略称は「いかたこ」。
第39.5回（2015年7月15日）にて昼の部のトークプログラムを放送。
CINDERELLA REAL PARTY! 03 〜あつまれ！プロデューサー すてきなパレード in らんらんホール〜
2016年2月28日によみうりランド日テレらんらんホールにて開催。ゲストは佐藤亜美菜、飯田友子、和氣あず未、山下七海。略称は「あすぱら」。
第75.5回（2016年3月30日）にてトークプログラムを放送。おまけにて公開録音の舞台裏映像（約22分）を放送。
CINDERELLA REAL PARTY! 04 〜わいわいつどえ！しょ〜ねんしょうじょ いやよいやよも好きのうち〜
2017年2月19日に山野ホールにて開催。全2回公演。ゲストは佳村はるか、原優子、青木志貴。略称は「わっしょい」。
昼の部のトークプログラムでは同日に開催されたワンダーフェスティバル2017[冬]の「アイドルマスター シンデレラガールズ／ワンフェスWinterステージ 2017」との同時中継も実施された。
第127回（2017年3月29日）にて昼の部のトークプログラムを放送（同時中継はカットされている）。おまけにて公開録音の舞台裏映像（約40分）を放送。
CINDERELLA PARTY! 〜デレパ参周年記念祝賀会〜
2017年11月5日に白金高輪SELENE STUDIOにて開催。ゲストは高田憂希。
ニコニコ生放送ではトークプログラムの中継が行われ、第166回（2017年12月27日）のおまけにてライブプログラムのダイジェスト映像（約8分）を放送。
CINDERELLA REAL PARTY! 05 〜この時をまっていた！うきうきようきなうんどうかい〜
2018年10月20日に市川市文化会館にて開催。ゲストは黒沢ともよ、小市眞琴、嘉山未紗。略称は「こうよう」。
第220回（2019年1月2日）にてトークプログラムを放送。第224回（2019年1月30日）にて、おまけの代わりに公開録音の舞台裏映像（約55分）を放送。
CINDERELLA REAL PARTY! 06 ～超！Excited！！ ノリ遅れるな 輪になろう◎〜
2019年7月13日にめぐろパーシモンホールにて開催。ゲストは福原綾香、高橋花林、深川芹亜。略称は「ちえのわ」。
CINDERELLA REAL PARTY! 07 Derepa is Gentle and Elegant
2021年7月11日に有楽町よみうりホールにて開催。昼夜2回公演。ゲストは大坪由佳、桜咲千依。略称は「でいじぇい」。
CINDERELLA REAL PARTY! 08 Panical Emotioful Land
2022年6月25日に科学技術館 サイエンスホールにて開催。昼夜2回公演。ゲストは関口理咲、星希成奏、二ノ宮ゆい。夜の部は全編ニコニコ生放送での生配信が行われた。昼の部トークパートは2022年7月27日に配信された。
CINDERELLA REAL PARTY! 09 ～御利神（オリジン）～
2023年8月6日にニッショーホール（2代目）にて開催。昼夜2回公演。ゲストは渕上舞、新田ひより、会沢紗弥。
夜の部トークパートはニコニコ生放送で生配信、昼の部トークパートは2023年9月6日に配信された。
また、ライブパートを含む舞台裏映像が2024年1月（昼の部）、2月（夜の部）に配信された。
CINDERELLA REAL PARTY! 10 拾年の宴～舟民の舞ww
2024年10月13日にニッショーホール（2代目）にて開催。昼夜2回公演。ゲストは高森奈津美、のぐちゆり、集貝はな。
夜の部トークパートはニコニコ生放送で生配信。
CINDERELLA REAL PARTY! 11 Shall we AMUSEMENT???
2025年11月23日に科学技術館 サイエンスホールにて開催予定。昼夜2回公演。

## アルバム
曲などを収録したCDと公開録音イベントを収録したBDの2枚組。オールカラーのブックレットが付属する。
CINDERELLA PARTY! でれぱDEないと をきかないと!! 〜あかるくせいそにかわいくきよく〜
2015年6月10日発売の1stアルバム。CDはテーマソングとカバー曲の他、録り下ろしトークも収録。BDは番組未公開パートである夜の部のトークプログラムとライブプログラムを収録。ボーナストラックとして会場限定上映の「メール職人への道 道玄坂登」（昼の部・夜の部）も収録。
第39.5回（2015年7月15日）のおまけにて発売記念イベントの映像（約18分）を放送。
CINDERELLA PARTY! でれぱれ〜どがやってきた！ 〜イケてる彼女と楽しい公録〜
2016年4月27日発売の2ndアルバム。CDはテーマソングとカバー曲の他、録り下ろしトークも収録。ボーナストラックとして公開録音で使用された新曲「Advance」も収録。BDは番組未公開パートである夜の部のトークプログラムとライブプログラムを収録し、ボーナストラックとして昼の部のライブプログラムも収録。スペシャル・トラックとして会場限定上映の「タコフェッショナル デレパの流儀」「プロゲッソナル デレパの流儀」も収録。
第96回（2016年8月24日）のおまけにて発売記念イベントの映像（約27分）を放送。
CINDERELLA PARTY! でれぱ音頭 ＼ドンドンカッ／
2018年8月1日発売の3rdアルバム。CDはテーマソングとカバー曲の他、録り下ろしトークも収録。「コロムビア奥地の秘蔵音源」とされている高垣楓（早見沙織）の「FLY ME TO THE MOON」と* (Asterisk)の「Twilight Sky」も収録。本CDではBDは付属しない。
同日には発売を記念して、『CINDERELLA PARTY!〜CD発売記念生放送〜デレパNight☆』と題した映像付き生放送が行われた。
CINDERELLA PARTY! デレぱにぱにック＆デレパノココロ ～信じられないくらい素敵なCD～
2022年7月20日発売の4thアルバム。テーマソング2曲とリミックス曲、カバー曲と録り下ろしトークを収録。

## 特別番組
U149 Party
2023年4月5日にテレビ東京での『アイドルマスター シンデレラガールズ U149』放送開始2時間前の特別番組として配信された。このラジオ番組の派生番組。パーソナリティは佐藤亜美菜（橘ありす 役）、久野美咲（市原仁奈 役）、米内佑希（プロデューサー 役）。
なお、通常の『CINDERELLA PARTY!』としての配信は休止。

## 備考
- 第200回については、通常配信とは別に会員向けの動画として『デレパ200回記念～札幌旅情～』が2018年11月・12月に配信され、3rdアルバム発売記念イベントで訪れた北海道でのロケの様子が収められている[31]。これに伴い、通常配信では第199回（2018年8月15日）の次は第201回（2018年8月22日）となっている。
- 第287回（2020年4月15日配信）からは、新型コロナウイルスの感染拡大とそれに伴う緊急事態宣言の発令により、リモート収録が行われた[32]。また、ニコニコチャンネル会員向けに、期間限定で過去回アーカイブの一部が再配信された[33]。第297回（2020年6月24日配信）よりスタジオ収録を再開した。
- 第501回（2024年6月12日配信）から第511回（2024年8月21日配信）までは、2024年6月8日から受けたニコニコサービスへのサイバー攻撃の影響に伴うニコニコサービス全体の大規模メンテナンス実施により、ニコニコ生放送およびニコニコチャンネルが利用不能となったため、YouTube（「日本コロムビア公式チャンネル」→「アイドルマスターチャンネル」）での代替配信（プレミア公開）となった[34][35]（アーカイブ期間は1週間）。おまけ放送については、2024年6月26日よりYouTubeにて本編のプレミア公開終了後（ニコニコチャンネルで公開できなかった第501回・第502回〈2024年6月19日配信〉を含む）に公開されることになり、本来のニコニコチャンネル会員向けの有料パートも無料で公開されていた[36]。ニコニコチャンネルサービス再開後の第512回（2024年8月28日配信）よりニコニコ生放送での配信に戻った[37]。また、期間中にYouTubeで配信されたアーカイブとおまけ放送がニコニコチャンネルにて会員向けに期間限定で公開された。